# Pelonker Hof 6

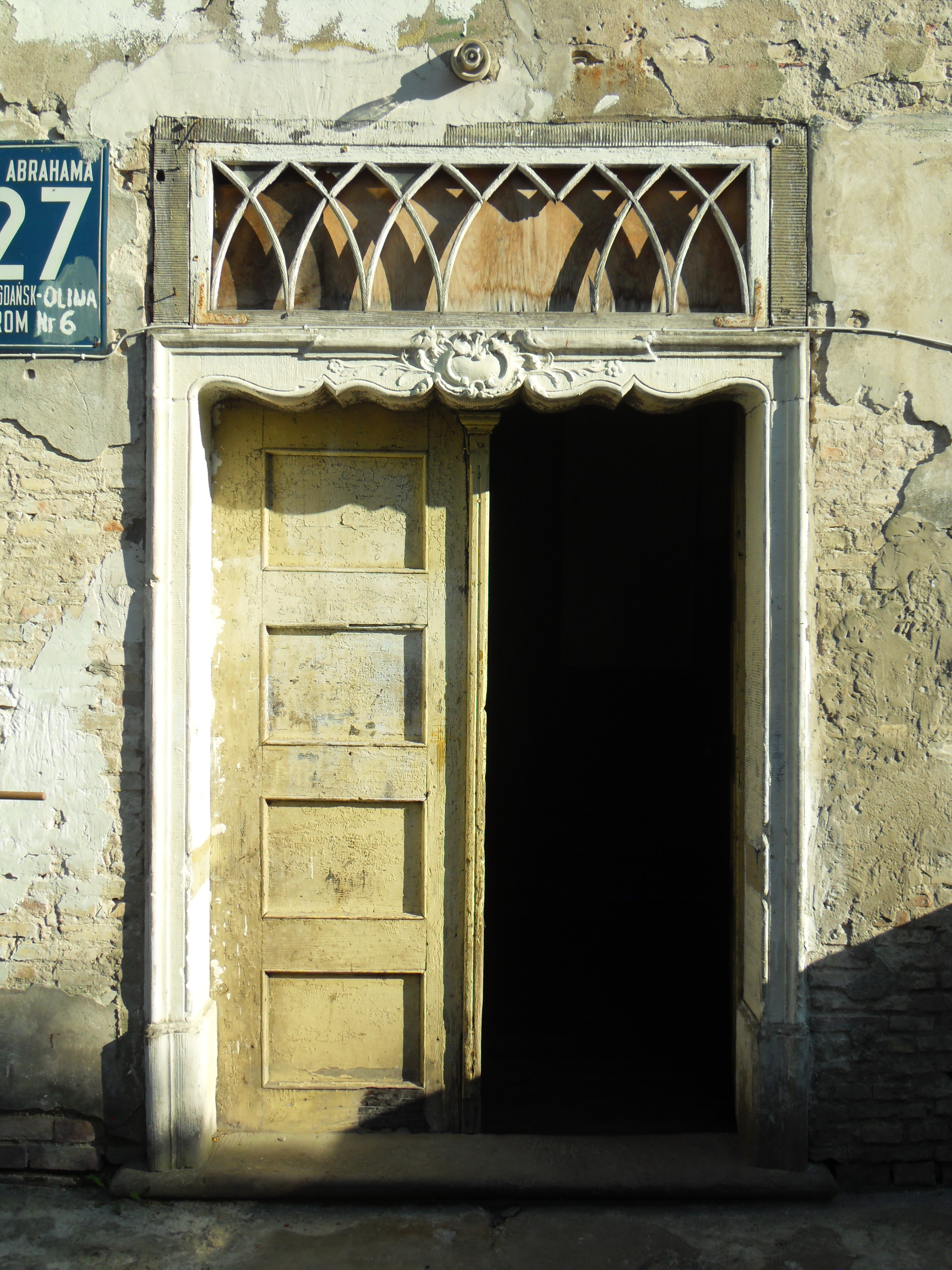
Portal in der ul. Abrahama 27

Der Sechste Pelonker Hof (polnisch VI Dwór) war ein Anwesen in Pelonken bei Danzig bis in das 19. Jahrhundert.

## Geschichte

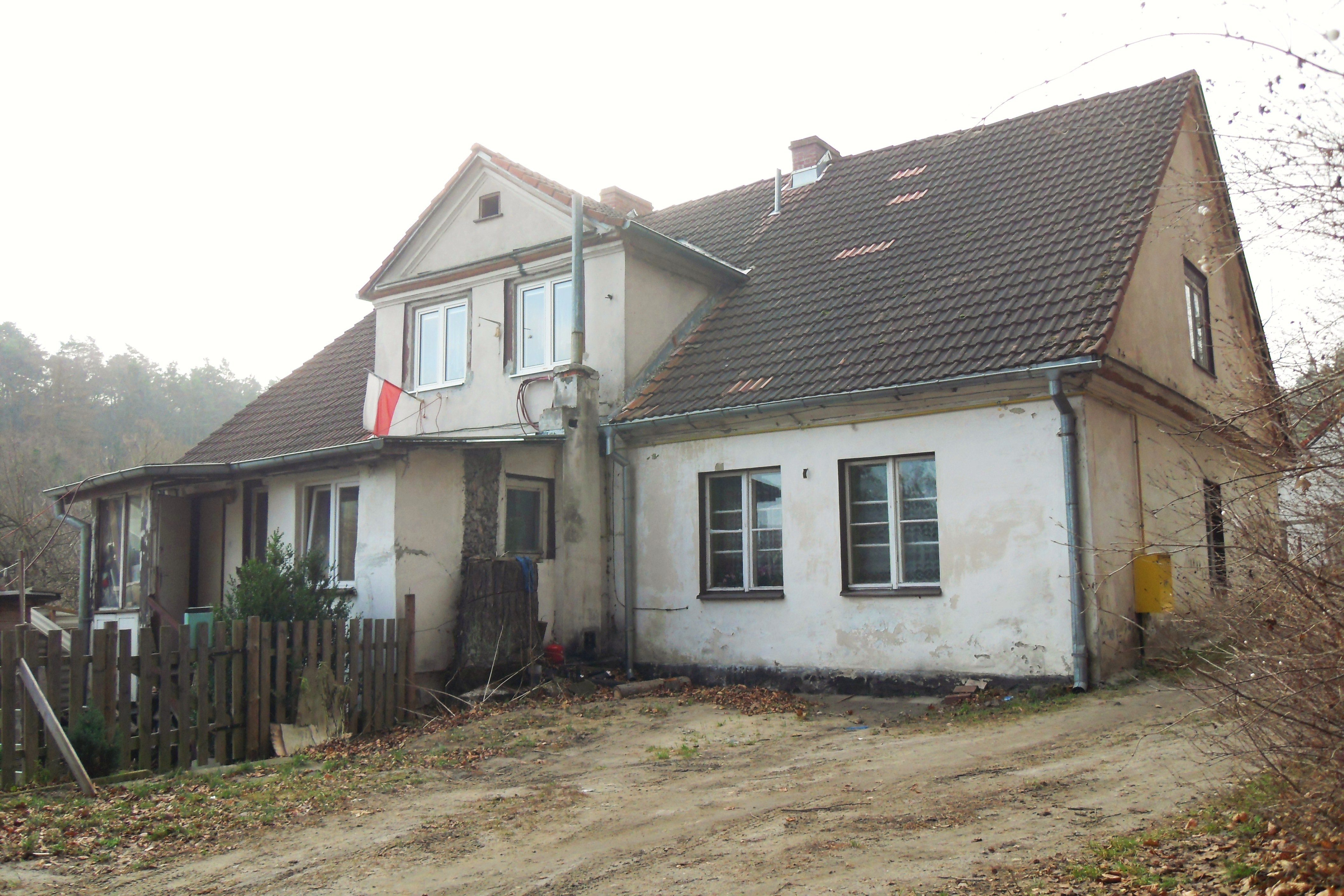
Gebäude ul. Abrahama 34

Das Grundstück gehörte zu den sieben Pelonker Höfen, die vom Kloster Oliva im 17. Jahrhundert an vermögende Danziger Bürger abgegeben wurde. Das älteste Privileg ist von 1631 erhalten. Um 1657 wurde das Grundstück durch schwedische Truppen beschädigt und danach wieder aufgebaut. 1807 übernachtete Kaiser Napoleon Bonaparte wahrscheinlich eine Nacht in dem Herrenhaus.
1835 brannte das Hauptgebäude nieder und wurde nicht wieder aufgebaut. Das Gelände wurde dem benachbarten siebenten Pelonker Hof angegliedert.
Heute sind ein Rokokoportal im Haus ul. Abrahama 27 als einziges Gebäudeteil des Herrenhauses erhalten, außerdem ein ehemaliges Nebengebäude aus dem 18. Jahrhundert (1762?) in der ul. Abrahama 34, im Stadtteil VII Dwór.

## Besitzer
- Heinrich Heine
- Johann Baly, 1631
- Witwe Baly, dann an
- Arndt van Huysen (von Husen), 1659
- Arnold von Lohe, 1667, erbaute neues Palais mit Gartenanlage
- Bartholomaeus Diesterwald, 1694
- Michael Reymann (d. Ä.), 1707
- Gustav von Rosenholz, 1719
- Michael Reymann (d. J.), 1721
- Daniel Setau, 1754, dessen Schwager
- Gottfried Schwartz, 1760, dann dessen Witwe
- Pierre Andriel und Wilhelmine Geisler, französischer Kaufmann in Danzig,
- [André] Guilloteau de Grandeffe (?),  empfing 1807 Napoleon[1]
- Michael Kumm, 1828, abgebrannt 1835, danach mit VII. Hof vereinigt